# Eurithia tadzhica
Eurithia tadzhica är en tvåvingeart som först beskrevs av Zimin 1957.  Eurithia tadzhica ingår i släktet Eurithia och familjen parasitflugor. Inga underarter finns listade i Catalogue of Life.